# 80 PLUS
80 PLUS est une initiative lancée en 2004 par Ecos Consulting pour promouvoir un meilleur rendement électrique des blocs d'alimentation des ordinateurs. Elle certifie qu'au moins 80 % de l'énergie reçue en entrée est effectivement transmise à la machine (c'est-à-dire moins de 20 % de pertes par effet Joule).
De nombreuses entreprises ont adhéré à ce programme, comme Dell, HP et Lenovo.
Depuis 2003, plusieurs évolutions du label ont vu le jour, augmentant à chaque fois le rendement exigé. La liste des certifications « 80 Plus » est disponible ci-dessous.

## Certifications
| Test type 80 PLUS                    | Test type 80 PLUS                    | Test type 80 PLUS                    | 115 V interne non redondant | 115 V interne non redondant | 115 V interne non redondant | 115 V interne non redondant | 230 V interne redondant | 230 V interne redondant | 230 V interne redondant | 230 V interne redondant | 230 V EU Interne | 230 V EU Interne | 230 V EU Interne | 230 V EU Interne |
| Taux d'utilisation de l'alimentation | Taux d'utilisation de l'alimentation | Taux d'utilisation de l'alimentation | 10 %                        | 20 %                        | 50 %                        | 100 %                       | 10 %                    | 20 %                    | 50 %                    | 100 %                   | 10 %             | 20 %             | 50 %             | 100 %            |
| ------------------------------------ | ------------------------------------ | ------------------------------------ | --------------------------- | --------------------------- | --------------------------- | --------------------------- | ----------------------- | ----------------------- | ----------------------- | ----------------------- | ---------------- | ---------------- | ---------------- | ---------------- |
| 80 PLUS                              | 80 PLUS                              |                                      | ---                         | 80 %                        | 80 %                        | 80 %                        | ---                     | 80 %                    | 80 %                    | 80 %                    | ---              | 82%              | 85%              | 82%              |
| 80 PLUS Bronze                       |                                      |                                      | ---                         | 82 %                        | 85 %                        | 82 %                        | ---                     | 81 %                    | 85 %                    | 81 %                    | ---              | 85%              | 88 %             | 85%              |
| 80 PLUS Silver                       |                                      |                                      | ---                         | 85 %                        | 88 %                        | 85 %                        | ---                     | 85 %                    | 89 %                    | 85 %                    | ---              | 87 %             | 90 %             | 87 %             |
| 80 PLUS Gold                         |                                      |                                      | ---                         | 87 %                        | 90 %                        | 87 %                        | ---                     | 88 %                    | 92 %                    | 88 %                    | ---              | 90 %             | 92 %             | 89 %             |
| 80 PLUS Platinum                     |                                      |                                      | ---                         | 90 %                        | 92 %                        | 89 %                        | ---                     | 90 %                    | 94 %                    | 91 %                    | ---              | 92 %             | 94 %             | 90 %             |
| 80 PLUS Titanium                     |                                      |                                      | 90 %                        | 92 %                        | 94 %                        | 90 %                        | 90 %                    | 94 %                    | 96 %                    | 91 %                    | 90 %             | 94 %             | 96 %             | 94 %             |
| 80 PLUS Ruby                         |                                      |                                      | ---                         | ---                         | 96,5%                       | ---                         | ---                     | ---                     | ---                     | ---                     | ---              | ---              | ---              | ---              |

En 2009, Ecos Consulting a été racheté par Ecova. Une liste des alimentations certifiées 80 Plus est maintenue sur le site d'Ecova.